# Long Tom (Avebury)
Der säulenartige etwa 2,5 m hohe Long Tom östlich von Avebury steht nahe der alten Straße London–Avebury auf den Marlborough oder North Wessex Downs nördlich von Fyfield, bei Marlborough in Wiltshire in England.
Zu Gunsten von Long Tom, der prähistorisch oder zumindest ein uralter Wegweiser ist, spricht die Tatsache, dass er aus der Skyline klar hervortritt.
In der Nähe liegen der Long Barrow Manton Down und The Devil’s Den.